# Обок
Обок (араб. أوبوك‎, фр. Obock) — портовый город в Джибути, административный центр одноимённого региона.

## История
В 1862 представитель французского правительства заключил с одним из вождей афаров договор о покупке порта Обок за 50,5 тыс. франков. Затем туда были введены французские войска. В 1881 году там была учреждена франко-эфиопская торговая компания. Обок стал ядром колонии Французский берег Сомали. созданной в 1896 году.
В конце 2002 года морские пехотинцы США прибыли в Обок, где проходили тренировки перед вторжением в Ирак.

## Географическое положение
Центр города располагается на нулевой высоте над уровнем моря.

## Демография
| 2009  | 2012   |
| ----- | ------ |
| 9 933 | 10 734 |